# 瓦皮尼亞爾基
48°35′30″N 28°40′41″E / 48.59167°N 28.67806°E
瓦皮尼亞爾基（烏克蘭語：Вапнярки），是烏克蘭的村落，位於該國西南部文尼察州，由圖利欽區負責管轄，始建於1800年，面積2.24平方公里，海拔高度306米，2001年人口765，人口密度每平方公里341.82人。